# Baños de Ebro
Baños de Ebro (baskisch Mañueta; offiziell Baños de Ebro/Mañueta) ist ein Ort und eine Gemeinde (municipio) mit 291 Einwohnern (Stand: 2024) in der Provinz Álava in der Autonomen Gemeinschaft Baskenland im Norden Spaniens. Der Ort gehört zur Weinbauregion Rioja. 

## Lage
Baños de Ebro/Mañueta liegt in einer Höhe von etwa 420 Metern ü. d. M. im Süden der Provinz Álava an der Grenze zur Autonomen Gemeinschaft La Rioja am Ebro, der zugleich die südliche Gemeindegrenze bildet. Die Provinzhauptstadt Vitoria-Gasteiz liegt in etwa 35 Kilometer nördlicher Entfernung.

## Bevölkerungsentwicklung
| Jahr      | 1960 | 1970 | 1981 | 1991 | 2001 | 2011 | 2021 |
| Einwohner | 434  | 372  | 317  | 332  | 334  | 324  | 287  |

## Sehenswürdigkeiten
- Kirche Santa Maria Antigua (Iglesia de Nuestra Señora de la Antigua) aus dem 16. Jahrhundert
- Christopheruskapelle

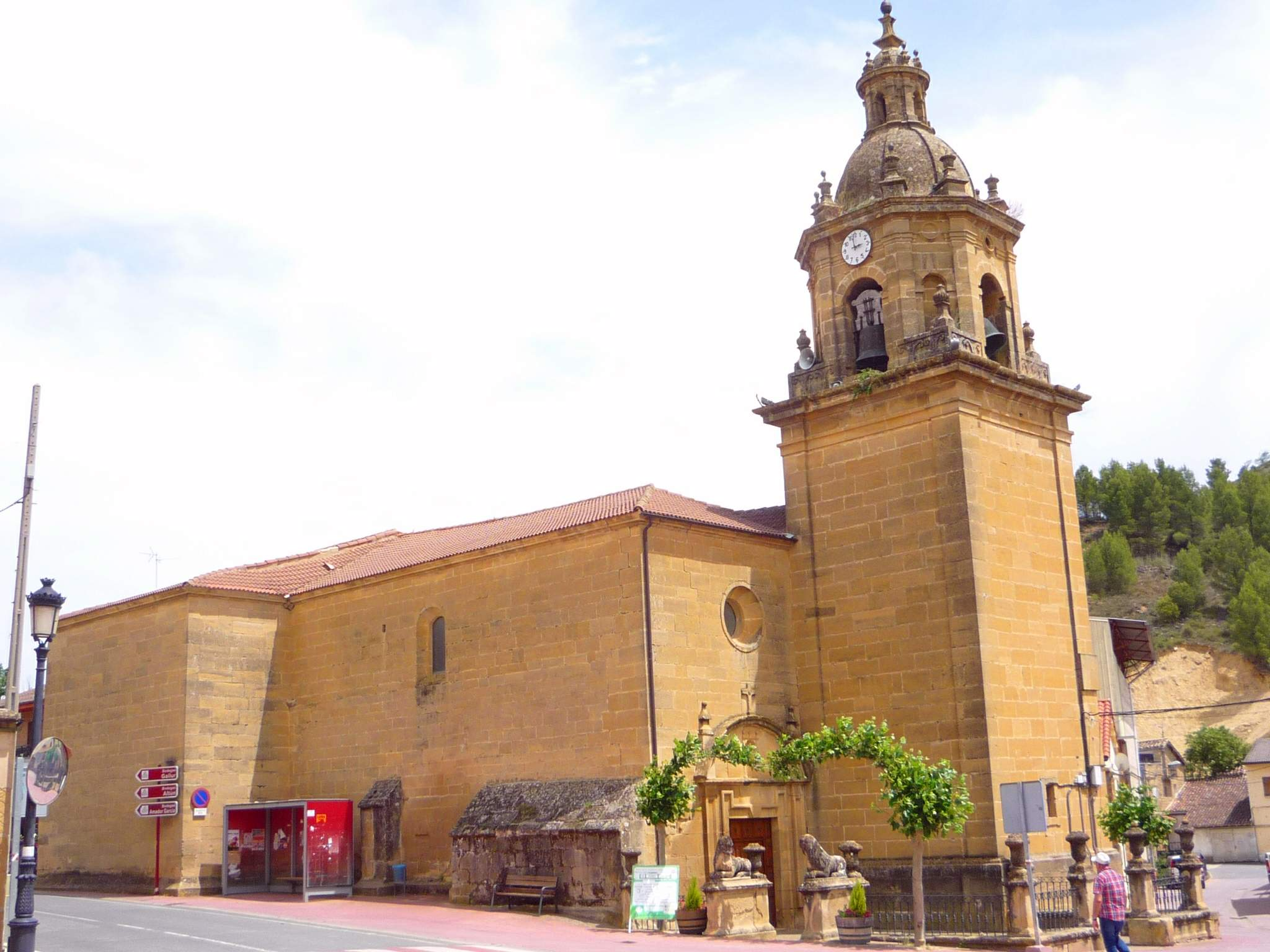
Kirche Santa Maria Antigua
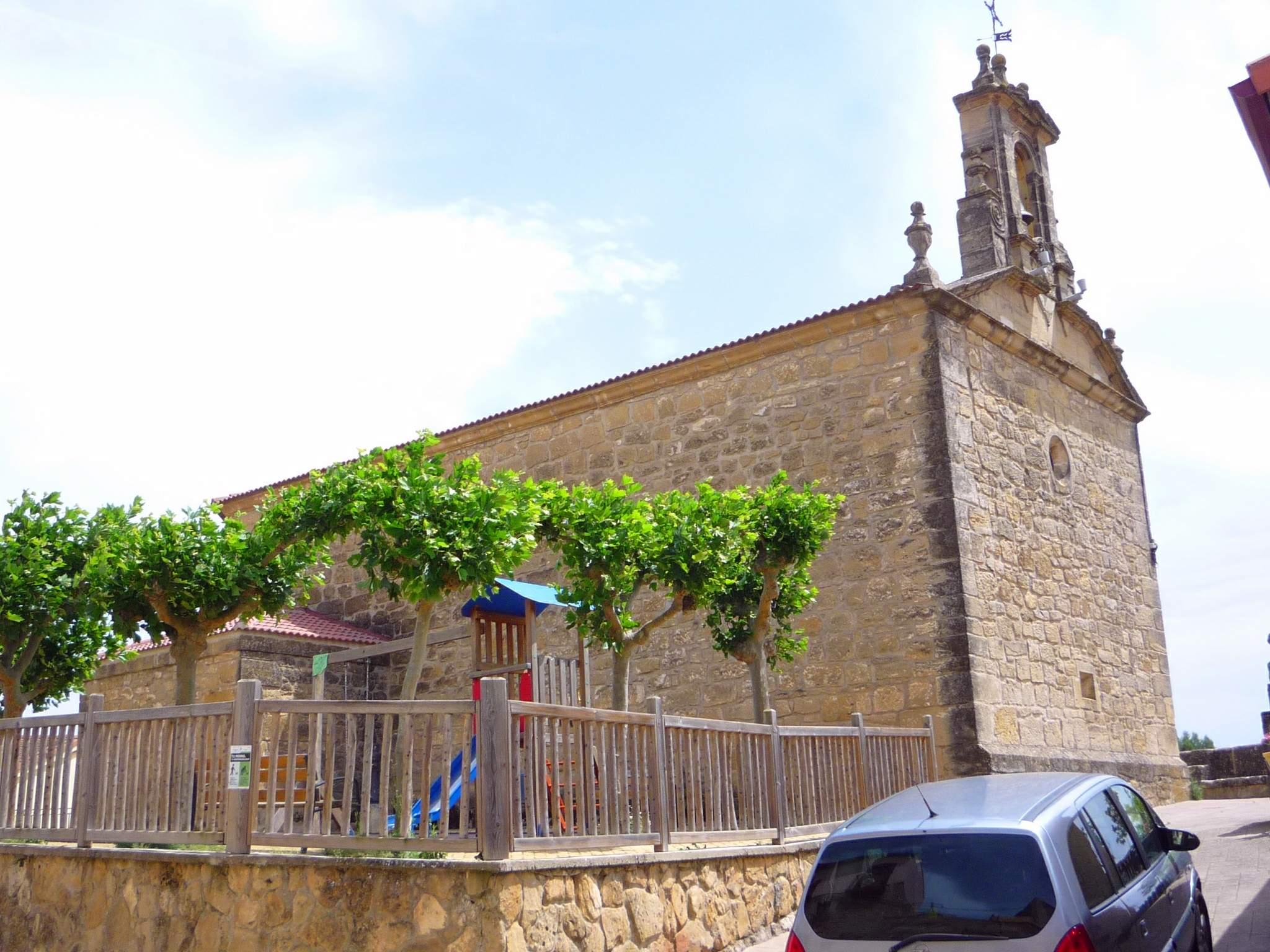
Christopheruskapelle
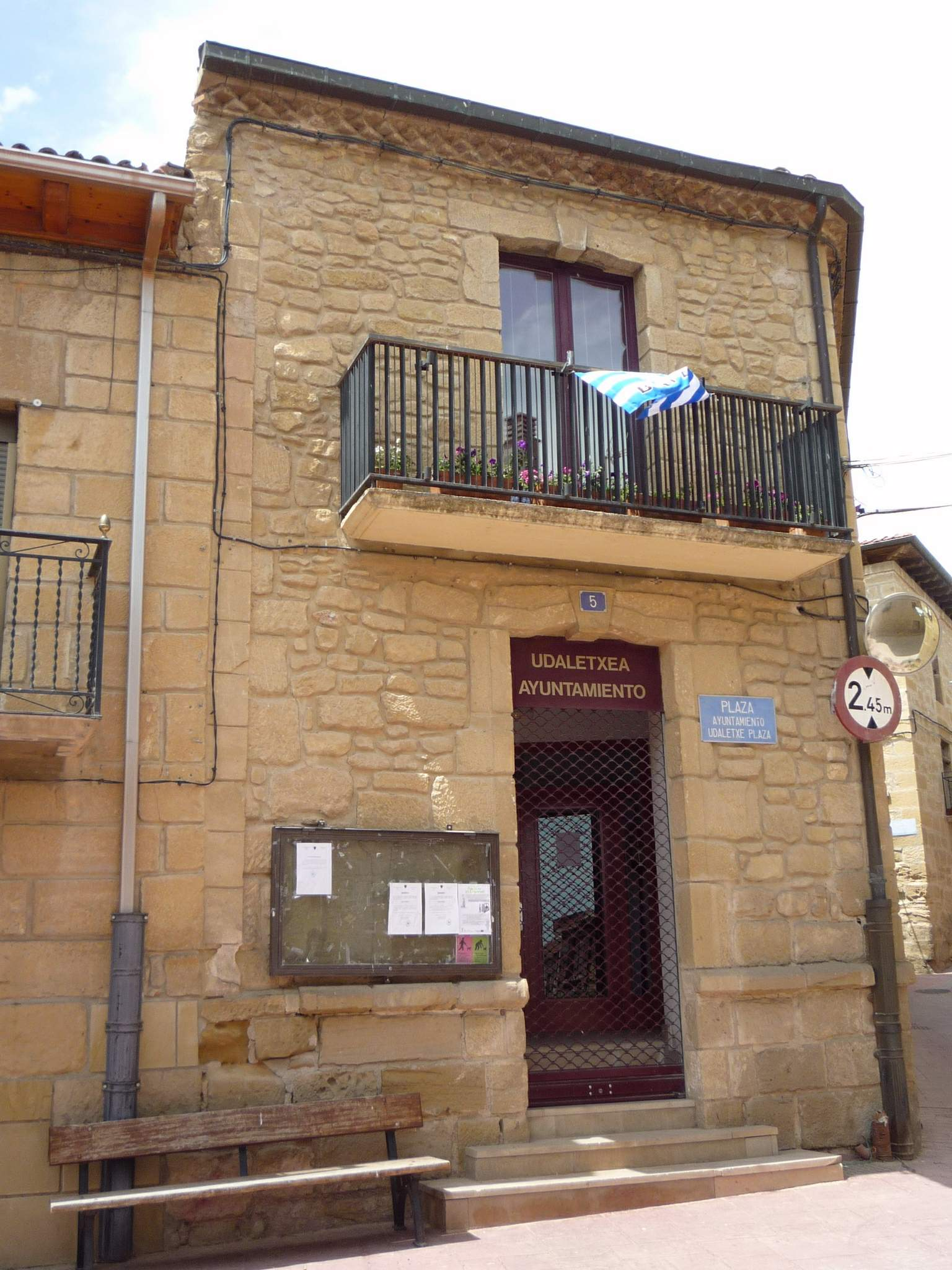
Rathaus